# Trubbmikromossa
Trubbmikromossa (Cephaloziella integerrima) är en levermossart som först beskrevs av Sextus Otto Lindberg, och fick sitt nu gällande namn av Warnst.. Trubbmikromossa ingår i släktet mikromossor, och familjen Cephaloziellaceae. Enligt den finländska rödlistan är arten otillräckligt studerad i Finland. Arten är reproducerande i Sverige. Artens livsmiljö är diken.